# پایگاه هشتم شکاری شهید بابایی اصفهان
پایگاه هشتم شکاری شهید عباس بابایی اصفهان، ملقب به  تیپ شکاری اصفهان و با نام سابق پایگاه هشتم شکاری خاتمی از پایگاه‌های شکاری نیروی هوایی ارتش ایران است که در نزدیکی فرودگاه شهید بهشتی شهر اصفهان، قرار دارد. 
یکی از گردان‌های سامانه موشکی اس-۳۰۰ در پایگاه شکاری اصفهان مستقر است. در بامداد ۳۱ فروردین ۱۴۰۳، این گردان مورد حملهٔ تلافی‌جویانه اسرائیل قرار گرفت.
گردان ۸۱ شکاری اف ۱۴، گردان شکاری چنگدو جی-۷، گردان آموزشی یاک ۱۳۰ در این پایگاه واقع شده‌اند.

## تاریخچه

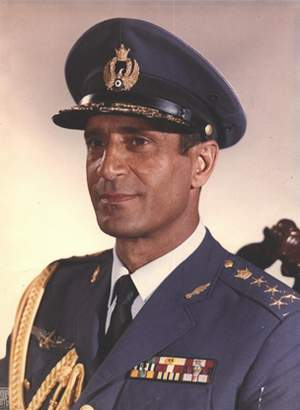
پایگاه هشتم شکاری اصفهان پیش از انقلاب به نام ارتشبد خلبان محمد خاتمی نام‌گذاری شده بود.

تاریخچه تأسیس پایگاه اصفهان به اوایل دهه ۱۳۵۰ باز می‌گردد. در پی خرید اف-۱۴ تام‌کت‌های ایران در سال ۱۳۵۳، ساخت یک پایگاه بزرگ با نام پایگاه هشتم شکاری در اصفهان در دستور کار نیروی هوایی شاهنشاهی ایران قرار گرفت. چون اصفهان تقریباً در مرکز کشور قرار دارد لذا این پایگاه باید به‌صورت یک پایگاه مادر با استفاده از جنگنده‌های اف-۱۴ پوشش تمام مناطق کشور را بر عهده می‌گرفت.
به دنبال جان‌باختن ارتشبد خلبان محمد خاتمی، فرمانده وقت نیروی هوایی شاهنشاهی ایران براثر سقوط کایت در سد دز، این پایگاه نام ارتشبد خاتمی را بر خود گرفت. و پس،از انقلاب به شهید بابایی تغییر نام داد.
نخستین هواپیماهای اف-۱۴ تام‌کت‌ ایران در ۲۰ بهمن ۱۳۵۴ وارد پایگاه اصفهان شدند.